# Wen de Han
Wendi (180 a.C. — 157 a.C.) foi um imperador chinês da dinastia Han. Durante o seu reinado o império chinês alcançou um grande nível de prosperidade, mas os Xiongnu ficaram em 166 a.C. a 150 quilómetros da capital Chang'an.